# آخونوو
آخونوو (انگلیسی: Akhunovo) یک شهرک در شهرستان بلاگووارسکی باشقیرستان کشور روسیه است.